# Melanitis xanthophthalmus
Melanitis xanthophthalmus är en fjärilsart som beskrevs av Otto Staudinger 1889. Melanitis xanthophthalmus ingår i släktet Melanitis och familjen praktfjärilar. Inga underarter finns listade i Catalogue of Life.